# 卡爾基丹·格扎赫涅
卡爾基丹·格扎赫涅（Kalkidan Gezahegne，1991年5月8日—），巴林田徑運動員，她代表巴林隊參加了日本舉行的2020年夏季奧林匹克運動會，並且在女子10000米比賽上獲得銀牌。